# Campionati italiani di ski cross 2019
I Campionati italiani di ski cross 2019 si sono svolti a Piancavallo il 29 marzo. Il programma ha incluso sia la gara femminile che la gara maschile. 
Trattandosi di competizioni valide anche ai fini del punteggio FIS, vi hanno partecipato anche sciatori di altre federazioni, senza che questo consentisse loro di concorrere al titolo nazionale italiano.

## Risultati

### Uomini
| Pos. | Atleta             | Nazione |
| ---- | ------------------ | ------- |
| 1    | Siegmar Klotz      | Italia  |
| 2    | Jamie Lee Castello | Italia  |
| 3    | Yanick Gunsch      | Italia  |
| 4    | Simone Deromedis   | Italia  |

### Donne
| Pos. | Atleta            | Nazione |
| ---- | ----------------- | ------- |
| 1    | Lucrezia Fantelli | Italia  |
| 2    | Carole Gilardoni  | Italia  |
| 3    | Giuditta Cemin    | Italia  |